# Demo I
Demo I es el primer demo de la banda de Thrash/Death Metal, Pentagram. En este mismo demo se encuentran las canciones más populares de Pentagram, Demoniac Possession y Fatal Prediction.

## Lista de temas
- 1. Fatal Prediction (05:07)
- 2. Demoniac Possession (04:10)
- 3. Spell Of the Pentagram (06:19)

- Datos: Q5802219